# Melissa Mensah
Melissa Mensah (* 1990 oder 1991 in London) ist eine britisch-US-amerikanische Schauspielerin und ein Model.

## Leben
Mensah wurde Anfang der 1990er Jahre in London als Tochter ghanaischer Eltern geboren. Sie studierte zwei Jahre lang Schauspiel am New York Conservatory for Dramatic Arts, ehe sie nach Los Angeles zog. Ihr Fernsehschauspieldebüt machte sie 2011 in einer Episode der Fernsehserie This Indie Thing. Zwischen 2013 und 2015 wirkte sie in mehreren Kurzfilmproduktionen mit. Eine größere Rolle hatte sie 2014 in der Filmkomödie Bachelor Night: Auf nach Vegas! vom Filmstudio The Asylum inne, in der sie die Rolle der Amber verkörperte, die auch freizügige Szenen im Film hatte. Danach spielte sie in jeweils einer Episode der Fernsehserien The Sunday Night Slaughter und Moms Anonymous sowie in Rollenbesetzungen in den Filmen Reunion und Untitled Armadillo Project mit. Von 2018 bis 2020 verkörperte sie die Rolle der Tina in der Fernsehserie Power, in der sie erneut in freizügigen Szenen zu sehen war. 2020 spielte sie die Rolle der Kirsten in der Horrorkomödie The Sunday Night Slaughter.

## Filmografie (Auswahl)
- 2011: This Indie Thing (Fernsehserie, Episode 2x10)
- 2013: Adults Only (Kurzfilm)
- 2014: Stay (Kurzfilm)
- 2014: Bachelor Night: Auf nach Vegas! (Bachelor Night)
- 2014: Naturally Free (Kurzfilm)
- 2014: Jezabel (Kurzfilm)
- 2015: The Sunday Night Slaughter (Fernsehserie, Episode 1x03)
- 2015: Reunion
- 2017: Untitled Armadillo Project
- 2017: Moms Anonymous (Fernsehserie, Episode 1x03)
- 2018–2020: Power (Fernsehserie, 3 Episoden)
- 2020: The Sunday Night Slaughter

## Theater (Auswahl)
- I want to kill Lena Dunham, Fringe Theatre (Los Angeles)
- Meet the Peckerwoods, Fringe Theatre (Los Angeles)
- Where Angels Fear To Tread, Dobrish (New York)
- Bound, Warner Group (New York)
- Play America, Syster Sylevster (New York)